# ハンター・ヘイズ
ハンター・ヘイズ（英語: Hunter Hayes 1991年9月9日 - ）は、アメリカ人カントリー・ミュージック・アーティストでありシンガーソングライター。アトランティック・レコード・ナッシュビル所属。2011年半ば、彼のデビュー・シングルとなる『Storm Warning（ストーム・ウォーニング）』がリリースされた。

## 来歴
ヘイズはアメリカ合衆国、ルイジアナ州ブローブリッジで生まれた。彼の音楽経歴は4歳に始まり、4歳で地元での公演並びに20万人の観客を前にしたハンク・ウィリアムズ・ジュニアとの「ジャンバラヤ」の演奏など、テレビへの出演も果たしている。また、2歳の誕生日祝いに祖母からおもちゃのアコーディオンをプレゼントされており、ラジオから流れるケイジャンの真似事を始めていた。6歳でギター、ベース、ドラム、キーボードなどの楽器演奏を始め、同時期に作曲も行っている。
幼い頃からガース・ブルックスの大ファンである。また、リアン・ライムスやクリント・ブラックもお気に入りであり、作詞作曲活動においてはジョン・メイヤー、スティーヴィー・レイ・ヴォーン、マイケル・ブーブレ、スティーヴィー・ワンダー、キース・アーバン、ビートルズなどから何かしらの影響を受けていると述べている。
2010年にはラスカル・フラッツのアルバム「Nothing Like This」の中の一曲「Play」の歌詞共作を行っている。その後、アトランティック・レコード・ナッシュビルと契約し、2011年半ばにデビューシングルとなる『Storm Warning』を発表。これは、彼のメジャー・デビューアルバムからのファーストシングルともなる。この楽曲はヘイズが全ての楽器を演奏しており、製作にはプロデューサー、ダン・ハフが協力しており共同プロデュース作品となる。
カントリーミュージック専門サイトであるラフストックのマット・ビョークは歌詞を賞賛し、このシングルに対し5点満点中の3点を与えており、ラスカル・フラッツのリードボーカルであるゲーリー・レボックスと歌声を比較し、その歌声も賞賛している。
テイラー・スウィフトの世界公演である「Speak Now World Tour」の最終公演地であるセントルイス公演にオープニングアクトとして登場している。
2011年、『フットルース 夢に向かって』のサウンドトラックにヴィクトリア・ジャスティスとのデュエットを提供した。なお、当時のサウンドトラックの中の一曲、マイク・レノとアン・ウィルソンによる1984年のヒット曲『Almost Paradise』をカヴァーしている。

## エピソード
人気ドラマ「ゲーム・オブ・スローンズ」にてジョフリー・バラシオンを演じるジャック・グリーソンに似ているというネタがたびたび取り上げられる。

## ディスコグラフィ

### アルバム
| 2011                                      | Hunter Hayes | - 発売日: 2011年10月11日 - レーベル: Atlantic Nashville - フォーマット: CD, digital download - 全米売上: 113.8万枚 | 7 | 12 | —  | - US: プラチナ - CAN: ゴールド |
| 2014                                      | Storyline    | - 発売日: 2014年5月6日 - レーベル: Atlantic Nashville - フォーマット: CD, digital download - 全米売上: 19万枚      | 3 | 2  | 87 |                                |
| "—"は未発売またはチャート圏外を意味する。 |              | |   |    |    |                                |

#### シングル
| 発売年 | シングル      | 最高位            | アルバム     |
| 発売年 | シングル      | Hot Country Songs | アルバム     |
| ------ | ------------- | ----------------- | ------------ |
| 2011   | Storm Warning | 26                | Hunter Hayes |

#### ミュージックビデオ
| 発売年 | ビデオ        | ディレクター       |
| ------ | ------------- | ------------------ |
| 2011   | Storm Warning | ブライアン・ラザロ |

#### その他
| 発売年 | タイトル                                          | アルバム  |
| ------ | ------------------------------------------------- | --------- |
| 2011   | Almost Paradise (with ヴィクトリア・ジャスティス) | Footloose |